# Holger Danske (film)
 For alternative betydninger, se Holger Danske (flertydig). (Se også artikler, som begynder med Holger Danske)
Holger Danske er en dansk stum historisk dramafilm fra 1910 produceret af Fotorama og instrueret af Eduard Schnedler-Sørensen.
Der er kun bevaret et fragment af filmen, der i sin helhed gengiver de to sagn om "Holger Danske og Stærke Didrik" og "Holger Danske og Burmand".

## Handling
I Kronborgs kælder sidder Holger Danske i fuld mundering og sover, da der pludselig er bud efter ham. Prinsesse Gloriant er i kløerne på hedningekæmpen Burmand, så Holger har travlt. Han kommer heldigvis i rette tid og kan forhindre bortføreren i at forgribe sig på sit offer.

## Medvirkende
- Gunnar Helsengreen som Holger Danske
- Aage Schmidt som Danerkongen
- Jenny Roelsgaard som Prinsesse Gloriant
- Philip Bech som Stærke Diderik, Tyskernes Høvding
- Aage Fønss som Burmand
- Aage Bjørnbak som Narren